# 菅啓次
菅 啓次　菅 啓二（すが けいじ、1938年1月27日 - 1997年3月23日）は、日本の俳優。本名は菅原 壮彦（すがわら たけひこ）。 

## 来歴
岩手県陸前高田市出身。多摩美術大学卒。
中村嘉葎雄の付き人を経て 萬屋錦之介に師事し中村プロダクションに所属する。

## 出演作品

### テレビドラマ
- 赤穂浪士（1979年 ANB）岡島八十右衛門 役
- 鬼平犯科帳 （1980年 - 1982年 ANB）山崎国之進 役
- それからの武蔵 （1981年 TX）山東弥十郎 役
- 特捜最前線 第214回「バラの花殺人事件！」（1981年 ANB）
- 竜馬がゆく（1982年 TX）
- 時代劇スペシャル 子連れ狼（1984年 CX）

### 映画
- 日蓮（1979年）能登坊 役

| スタブアイコン | サブスタブ | この項目は、まだ閲覧者の調べものの参照としては役立たない、俳優（男優・女優）に関連した書きかけの項目です。この項目を加筆・訂正などしてくださる協力者を求めています（P:映画/PJ芸能人）。 |